# Byumba
Byumba és una ciutat al nord de Ruanda, a la província del Nord i és la capital del districte de Gicumbi. És la llar d'una Aldea Infantil SOS. Es troba a 60 km al nord de la capital Kigali. Aquesta ubicació es troba aproximadament a 30 km al sud de la frontera internacional amb Uganda a Gatuna.

## Activitat econòmica
La Banque Populaire du Rwanda (BPR) manté una sucursal a Byumba.